# Liste des rues de Woluwe-Saint-Pierre
Ci-dessous, la liste complète des rues de Woluwe-Saint-Pierre, commune belge située en région bruxelloise.

## A
- clos des Acacias
- clos des Adalias
- avenue de l'Aéroplane
- avenue de l'Aigle
- avenue des Ajoncs
- avenue des Albatros
- drève Aleyde de Brabant
- avenue des Alezans
- avenue des Alouettes
- cours Amarante

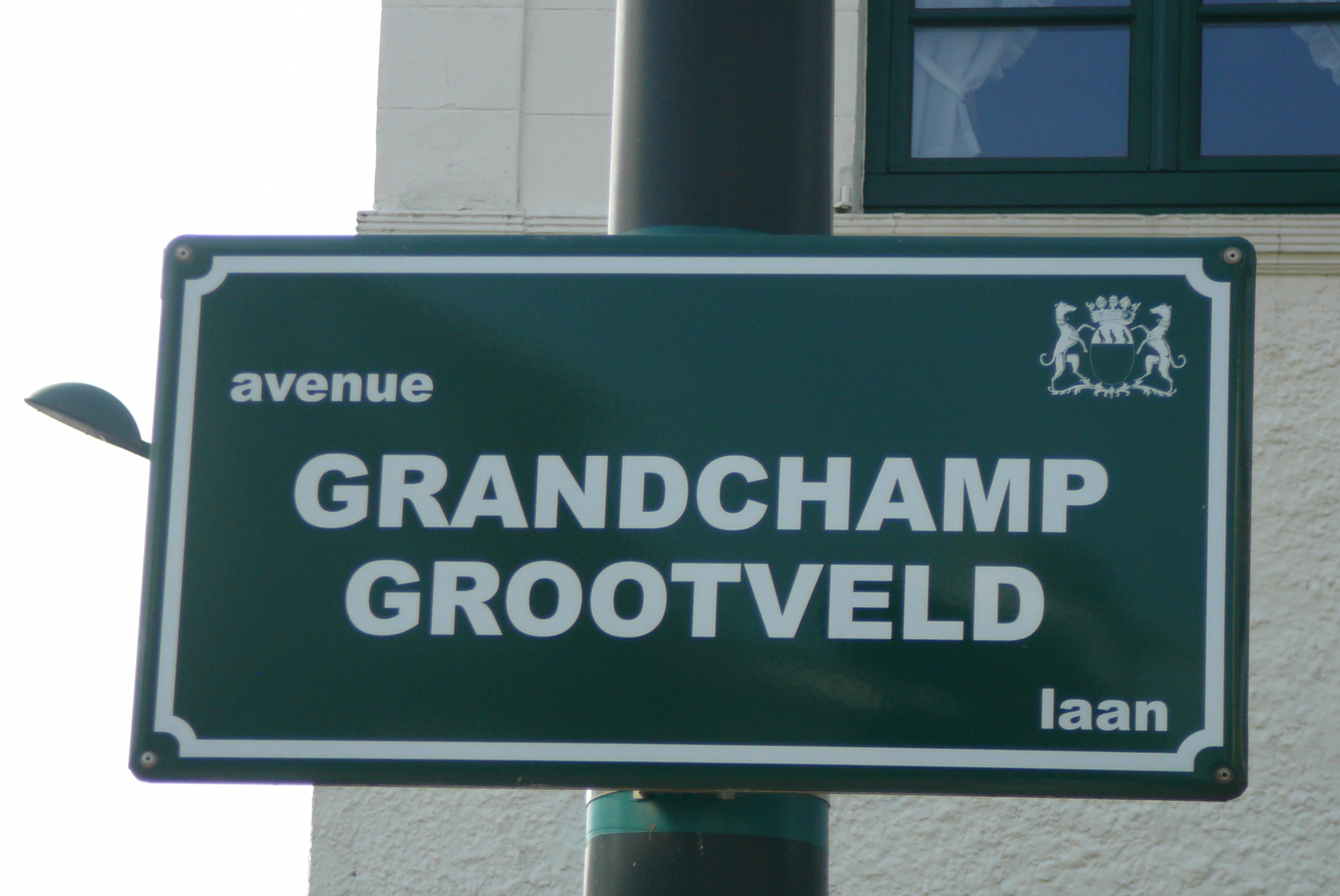
Plaque de rue aux armoiries de Woluwe-Saint-Pierre, nouveau format

- rue Arthur André (aussi sur Woluwe-Saint-Lambert)
- rue de l'Angle Jaune
- avenue de l'Atlantique
- rue des Atrébates (grande partie sur Etterbeek)
- avenue de l'Aviation

## B
- rue Alphonse Balis
- rue des Bannières (côté impair sur Woluwe-Saint-Lambert)
- avenue Baron Albert d'Huart (aussi sur Kraainem)
- val des Bécasses
- rue du Bémel
- avenue des Bergeronnettes
- venelle Bleue
- rue Blockmans
- rue au Bois (aussi Woluwe-Saint-Lambert)
- venelle aux Bois
- avenue Bois du Dimanche
- clos du Bois Planté
- drève du Bonheur (aussi sur Kraainem)
- rue Paul Bossu
- venelle en Boucle
- place des Bouvreuils
- Bovenberg
- boulevard Brand Whitlock (aussi Woluwe-Saint-Lambert)
- drève des Brûlés (aussi sur Tervueren)
- rue Marcel Buts
- avenue Jules Buyssens (en parc de Woluwe)

## C
- avenue des Cactus
- rue de la Cambre (côté pair sur Woluwe-Saint-Lambert)
- avenue des Camélias
- place Jean Capart
- avenue Capitaine Piret
- avenue des Cattleyas (petite partie sur Auderghem)
- avenue Louis Ceusters
- avenue du Chant d'Oiseau (aussi sur Auderghem)
- avenue des Chardonnerets
- clos des Charmes
- avenue de Chartres
- clos des Chasseurs
- avenue des Châtaigniers
- clos des Chats
- clos du Chêne Céleste
- avenue Jules César
- rue du Ciel Bleu
- avenue des Cinq Bonniers
- venelle aux Coins de Terre
- rue du Collège Saint-Michel
- clos Comte de Ferraris
- square de Corée
- avenue des Cormorans
- Corniche Verte
- avenue du Cosmonaute
- coteau d'Anjou
- avenue Crockaert
- avenue des Cyclistes

## D
- avenue des Dames Blanches (aussi sur Kraainem)
- avenue Colonel Daumerie (côté pair sur Auderghem)
- avenue de Biolley
- avenue de Bornival (aussi sur Woluwe-Saint-Lambert)
- avenue de Broqueville (Charles de Broqueville) (aussi sur Woluwe-Saint-Lambert)
- rue René Declercq
- rue Pierre De Cock
- avenue de Gomrée
- square de Guise
- avenue de Hinnisdael
- rue Dominique De Jonghe
- rue Félix De Keuster
- rue Pierre Delacroix
- avenue Général de Longueville
- avenue Jacques de Meurers
- drève de la Demi-Heure (aussi sur Tervueren)
- place de la Demi-Lune
- rue Jean Deraeck
- avenue Antoine de Saint-Exupéry (Antoine de Saint-Exupéry)
- rue François Desmedt
- avenue Jules de Trooz
- rue René Devillers
- place Dewandre
- avenue de Wavrans
- avenue de Witthem (aussi sur Woluwe-Saint-Lambert)
- avenue Don Bosco
- avenue Jules Du Jardin
- rue du Duc (petite partie sur Woluwe-Saint-Lambert)
- rue de la Duchesse (partie sur Etterbeek et Woluwe-Saint-Lambert)
- place Dumon
- rue Jean-Baptiste Dumoulin (ancien Bourgmestre)

## E
- rue Jean-Gérard Eggericx
- avenue des Églantines
- petite rue de l'Église
- rue de l'Église
- avenue Éléonore
- avenue des Éperviers
- val des Épinettes
- avenue de l'Escrime
- clos des Essarts
- avenue des Étriers
- square de l'Europe

## F
- avenue de la Faisanderie (aussi sur Auderghem)
- rue André Fauchille
- rue de la Fleur d'Oranger
- avenue des Fleurs
- avenue du Football
- clos de la Forêt
- avenue des Fougères
- rue Remi Fraeyman
- avenue des Franciscains
- parvis des Franciscains
- avenue des Frères Legrain
- avenue Louis Fuchs (en parc de Woluwe)

## G
- avenue Edmond Galoppin (en parc de Woluwe)
- place de la Gare
- rue François Gay
- avenue Général Baron Empain
- avenue des Géraniums
- rue Édouard Gersis
- avenue Eugène Godaux (petite partie sur Etterbeek)
- avenue des Goëlands
- avenue des Gorges Bleues (aussi sur Auderghem)
- route Gouvernementale (aussi sur Kraainem)
- avenue Grandchamp
- avenue des Grands Prix (aussi sur Kraainem)
- avenue Louis Gribaumont (aussi sur Woluwe-Saint-Lambert)
- clos des Guinées

## H
- avenue du Haras
- avenue de l'Hélice
- avenue Xavier Henrard
- rue Pierre-Louis Henrotte
- carré aux Herbes Sauvages
- rue des Hiboux
- avenue du Hockey
- petite rue de l'Hopital
- avenue de l'Horizon
- avenue d'Hinnisdael

## I
- avenue de l'Idéal (aussi sur Woluwe-Saint-Lambert)

## J
- avenue Louis Jasmin (aussi sur Woluwe-Saint-Lambert)
- avenue du Jeu de Paume
- Venelle aux Jeux
- avenue des Jockeys
- avenue de Joli-Bois

## K
- avenue Édouard Keilig (en parc de Woluwe)
- rue Kelle (petit bout sur Woluwe-Saint-Lambert)
- rue Konkel (aussi sur Woluwe-Saint-Lambert)

## L
- La Venelle
- avenue Édouard Lacomblé (grande partie sur Etterbeek)
- avenue Émile Lainé (en parc de Woluwe, aussi sur Auderghem)
- rue Jean Lambotte
- rue Lancsweert
- avenue des Lauriers
- clos des Lauriers
- avenue Gabriel Émile Lebon (grande partie sur Auderghem)
- square Leopold II
- rue Jean-Baptiste Lepage
- rue du Leybeek
- clos de la Libération
- rue Maurice Liétart (petite partie sur Etterbeek)
- avenue Lieutenant-Général Pire (Jules Pire)
- rue de la Limite (aussi sur Kraainem)
- rue Martin Lindekens
- avenue des Lipizzans
- rue Longue (aussi sur Kraainem)
- avenue du Loriot (petite partie sur Auderghem)
- avenue du Lothier
- square Louisa
- avenue Yvan Lutens

## M
- avenue Alfred Madoux
- place des Maïeurs
- clos des Malouinières
- square du Manège
- avenue Manoir d'Anjou
- clos du Manoir
- clos Manuel
- square Maréchal Montgomery
- rue Mareyde
- avenue Marquis de Villalobar
- rue Georges et Jacques Martin (aussi sur Woluwe-Saint-Lambert)
- rue Medaets
- square Eddy Merckx
- avenue des Merles
- clos Jean Mermoz
- rue Emmanuel Mertens
- avenue des Mille Mètres
- avenue des Mimosas
- avenue de la Minerva
- avenue du Monoplan
- montagne au Chaudron
- montagne aux Ombres
- montagne de la Gare
- avenue Montgolfier
- avenue Mostinck
- avenue des Mouettes
- clos du Mouron
- rue Alexis Mousin
- avenue des Muguets

## N
- drève de Nivelles (aussi sur Auderghem)

## O
- avenue des Obstacles
- avenue de l'Oiseau Bleu
- avenue Jan Olieslagers
- avenue d'Ophem
- avenue des Orangers
- avenue Orban
- clos des Orchidées
- place de l'Orée
- clos Orléans
- clos des Oyats

## P
- avenue du Paddock
- venelle au Palio
- rue des Palmiers
- avenue des Palombes
- avenue des Paradisiers (aussi sur Auderghem)
- avenue du Parc de Woluwe (aussi sur Auderghem)
- avenue Edmond Parmentier
- avenue des Passereaux (aussi sur Auderghem)
- avenue Paule
- avenue François Peeters
- avenue de la Pelouse
- val des Perdreaux
- avenue Père Agnello (Charles Vanden Bosch)
- avenue Père Damien
- rue Père Eudore Devroye (aussi sur Etterbeek)
- avenue Père Hilaire
- avenue de la Perspective
- square des Pierres Grises
- avenue du Pilote
- avenue des Pins Noirs (aussi sur Kraainem)
- avenue des Pinsons
- carré aux Platanes
- coursive Plein Ciel
- avenue Nestor Plissart (aussi sur Etterbeek) (ancien Bourgmestre)
- rue Félix Poels
- avenue du Polo
- pont du Cerf
- avenue Prince Baudouin
- avenue du Prince Régent
- avenue des Prisonniers Politiques
- avenue de Putdael
- chemin du Putdael (aussi sur Auderghem où il s'appelle chemin de Putdael)

## Q
- venelle aux Quatre Nœuds
- square de la Quiétude

## R
- avenue de la Raquette
- square du Roi Baudouin
- rue Léopold Rom
- chemin de Ronde
- rue Georges Rosart
- avenue Joseph Rutten

## S
- avenue Sainte-Alix
- parvis Sainte-Alix
- clos Saint-Georges
- rue Saint-Hubert
- avenue Saint-Jean
- boulevard Saint-Michel (aussi sur Etterbeek)
- chemin Saint-Paul
- parvis Saint-Pierre
- clos des Salanganes
- avenue Salomé
- clos Santos-Dumont
- avenue des Sapins
- avenue Armand Scheitler
- val des Seigneurs
- drève des Shetlands
- clos du Site
- avenue des Sittelles
- clos du Soleil
- drève Aurélie Solvay
- rue Sombre (aussi sur Woluwe-Saint-Lambert)
- boulevard du Souverain (aussi sur Auderghem et Watermael-Boitsfort)
- esplanade Paul-Henri Spaak
- rue de la Station
- chaussée de Stockel (aussi sur Woluwe-Saint-Lambert)
- Stuyvenberg

## T
- clos du Taillis
- rue du Temps des Cerises
- avenue du Tennis

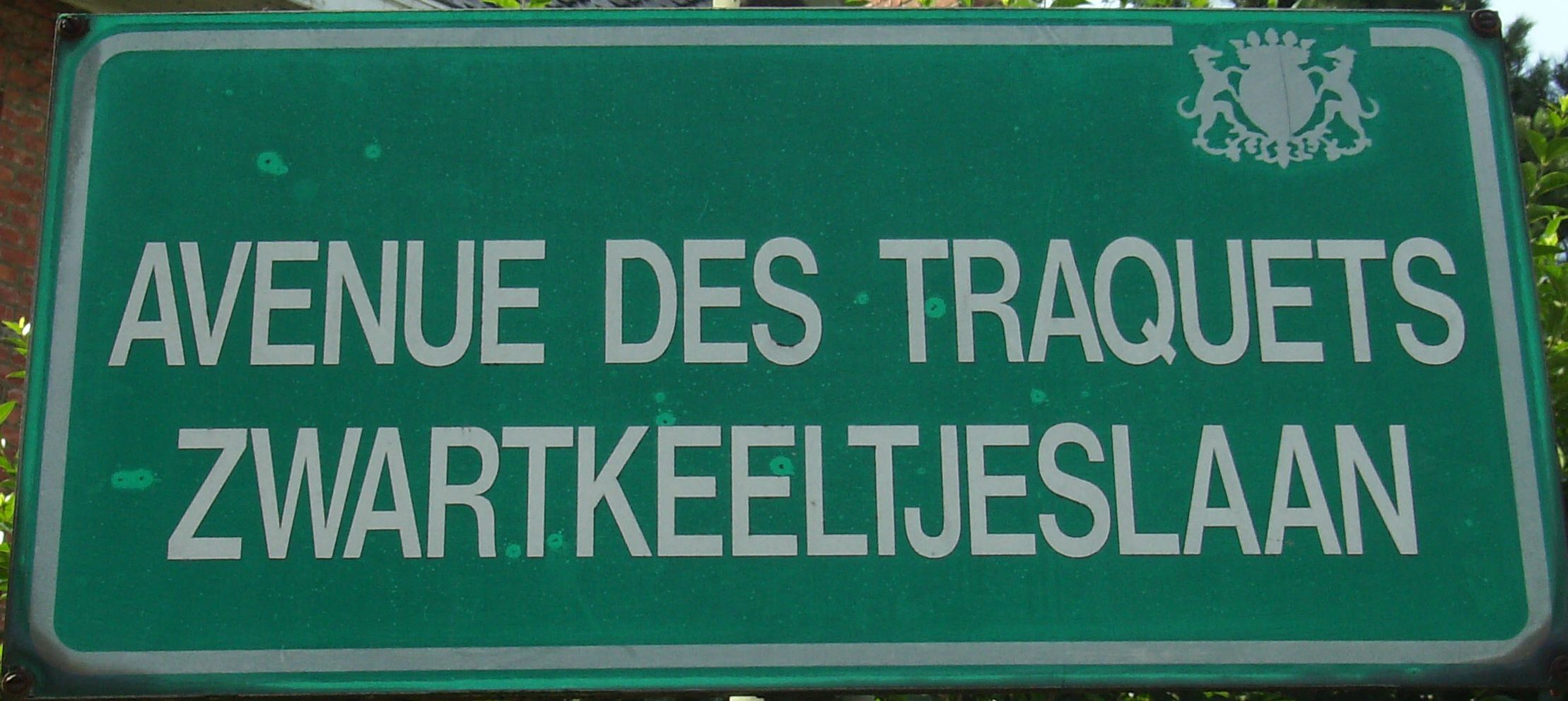
Ancienne modèle de plaque de rue aux armoiries de Woluwe-Saint-Pierre

- avenue de Tervueren (aussi sur Etterbeek, Auderghem, Tervueren)
- avenue Charles Thielemans (ancien Bourgmestre)
- rue Robert Thoreau
- rue Louis Thys
- rond-point du Tibet
- chemin des Tigelles
- Tir aux Pigeons
- rue Louis Titeca
- avenue des Touristes
- avenue des Tourterelles
- avenue des Traquets (aussi sur Auderghem)
- clos des Trois Couleurs

## V
- avenue du Val d'Or (aussi sur Woluwe-Saint-Lambert)
- rue David Van Bever
- avenue Van Crombrugghe
- avenue Roger Vandendriessche
- rue Vandenhoven (aussi sur Woluwe-Saint-Lambert)
- avenue Pierre Vander Biest
- clos Vander Biest
- rue François Vander Elst (aussi sur Kraainem)
- rue Henri Vandermaelen
- avenue van der Meerschen
- avenue Louis Vandersmissen
- avenue Louis-Léopold Vander Swaelmen (en parc de Woluwe)
- avenue Joseph Van Geneden
- avenue Louis Van Gorp
- rue Jean-Baptiste Verheyden
- rue Julien Vermeersch
- avenue des Volontaires (aussi sur Auderghem et Etterbeek)

## W
- rue Jean Wellens
- rue Paul Wemaere
- avenue de Wezembeek
- place du White Star
- boulevard de la Woluwe (aussi sur Woluwe-Saint-Lambert, Zaventem)

## Y
- avenue Yvan Lutens

## Z
- Haut – A
- B
- C
- D
- E
- F
- G
- H
- I
- J
- K
- L
- M
- N
- O
- P
- Q
- R
- S
- T
- U
- V
- W
- X
- Y
- Z